# Ideologies lingüístiques
La ideologia lingüística, en un sentit ampli, és l'actitud i les creences sobre la llengua que s'apuntalen en la certesa social o en els valors culturals. Les ideologies lingüístiques sovint serveixen per racionalitzar les estructures socials existents, les relacions personals i els hàbits lingüístics dominants. Un exemple és la utilització de les varietats estàndards de les llengües, ja que les usen la gent amb un estatus social més alt i aquests poden ser vistos com a educats o perfeccionistes mentre que aquells que no utilitzen aquesta varietat poden ser vistos com a vulgars o incultes.
Al Diccionari de sociolingüística Sanz i Solé defineixen la ideologia del llenguatge o ideologia lingüística com “el conjunt d'idees que té una persona o un grup sobre les llengües, els dialectes o els registres i que es manifesten, ara a través de l'ús -o no-ús- que es fa de les llengües que hom coneix, ara mitjançant el discurs produït”.

## Enfocaments
Els lingüistes tenen parers diferents i no es posen d'acord a delimitar l'abast, el significat i les aplicacions de la ideologia del llenguatge.
Paul Kroskrity descriu la ideologia lingüística com un "concepte d'aglutinació, que consisteix en una sèrie de dimensions convergents" amb diversos conceptes "que coincideixen parcialment, però analíticament poden distingir les capes de significat". Dins aquest camp convergeixen quatre dimensions:
- Les percepcions del llenguatge construïdes per part d'un grup social o cultural que estan vinculades amb allò que una comunitat creu que és “veritable” i “estètic” de la llengua i el discurs.
- Les ideologies lingüístiques són concebudes amb una rendibilitat múltiple, ja que situen en la dimensió social les divisions d'edat, gènere, col·lectiu...Es considera que els membres d'una comunitat tenen graus diferents de consciència lingüística local.
- Les estructures lingüístiques dels parlants es consideren un pont entre les estructures socials i la forma concreta de la parla.[4]

Alan Rumsey descriu les ideologies lingüístiques com a “cossos comuns de les nocions de sentit comú sobre la naturalesa del llenguatge al món” És a dir, les ideologies lingüístiques corresponen a aquelles idees que posseeixen els individus específicament sobre fenòmens lingüístics. Aquesta definició no agrada a Kroskrity perquè "no aconsegueix problematitzar la variació ideològica del llenguatge i, per tant, promou una visió excessivament homogènia de les ideologies lingüístiques dins d'un grup cultural”

Michael Silverstein posa èmfasi en el paper de la consciència dels oradors que influeix en l'estructura del llenguatge i defineix les ideologies lingüístiques com "conjunts de creences sobre el llenguatge articulat pels usuaris com una racionalització o justificació de l'ús de l'estructura del llenguatge percebut." Així que considera com a fonamental per a l'anàlisi el paper de la consciència del parlant a diferència de les altres corrents que creien que tenia un paper secundari.

Shirley Heath posa més èmfasi en els factors socioculturals i caracteritza les ideologies lingüístiques com "idees autoevidents i objectives d'un grup vigent pel que fa a les funcions del llenguatge en les experiències socials dels membres, ja que contribueixen a l'expressió del grup" Aquestes idees es constitueixen d'acord a l'experiència lingüística de cada parlant amb relació a la seva realitat social i a les relacions de poder.

Judith Irvine defineix el concepte d'ideologia lingüística com "el sistema cultural de les idees sobre les relacions socials i lingüístiques, juntament amb la seva càrrega d'interessos morals i polítics.” No només considera les funcions del llenguatge que fan referència als objectes del món sinó que també de les que suposen objectes al món, així les formes lingüístiques, incloent-hi tot l'idioma, poden indexar els grups socials mentre desplacen les representacions socials de l'entorn dels objectes cap als fenòmens lingüístics. Els parlants i els oients sovint s'adonen, racionalitzen i justifiquen aquests índexs lingüístics, així és com creen ideologies lingüístiques que pretenen explicar l'origen i el significat de les diferències lingüístiques.

Petteri Laihonen creu que les ideologies lingüístiques s'han definit com un discurs metalingüístic explícit o, més simplement, com una reflexió sobre el llenguatge. Tradicionalment, han estat representades com a fenòmens o processos mentals interns relacionats amb determinades actituds o creences lingüístiques. Seguint aquest paradigma tradicional, les actituds i les creences són subjectives i pertanyen al conjunt d'experiències estables dels individus. En front d'aquest posicionament habitual, Laihonen proposa capgirar el centre d'atenció de les ideologies del llenguatge cap a la natura variable de les creences i de les actituds, com de la seva construcció discursiva i del seu autèntic context.

K. A. Woolard va caracteritzar les ideologies lingüístiques en contextos de contacte lingüístic a partir dels conceptes d'anonimat i autenticitat. La llengua anònima és pública, estàndard, comuna, desarrelada, universal, oberta, disponible, representa la totalitat, l'usa tothom i no pertany a ningú. La llengua anònima es consolida i acaba sent dominant quan la seva situació de domini es considera natural, inqüestionable i, si s'accepta de manera popular la seva autoritat, esdevé llengua hegemònica. Segons l'estudiosa nord-americana, però, el castellà a Catalunya no havia gaudit d'aquest estatus fins ara: “La llengua espanyola no va desplaçar la llengua catalana durant el període franquista, perquè lluny de ser una anònima ‘veu d'enlloc’, l'espanyol era percebut […] com una veu d'un lloc més específic, més que mai”. En canvi, la llengua autèntica es relaciona amb llengües minoritàries, varietats no estàndards, arrelades o tradicionals, locals, veritables i determinades per una comunitat concreta A partir de les dades que s'han recollit, es pot apuntar que per a les cònjuges femenines de les parelles lingüístiques mixtes mallorquines el castellà acompleix totes les característiques de la llengua anònima, mentre que el català acompliria les de la llengua autèntica. En aquest sentit, sembla que el castellà ha aconseguit desempallegar-se de la seva especificitat regional; i, per tant, hauria passat d'un estat de domini a un d'hegemonia.

## Enfocament neutral i enfocament crític
La divisió bàsica entre els estudis de la ideologia lingüística és entre l'enfocament neutral i el crític. A l'extrem crític es veu la ideologia com un pensament distorsionat que amaga contradiccions i és susceptible de ser denunciat des d'una posició política. Estudia la capacitat del llenguatge i pot ser utilitzat per mantenir el poder social i la dominació. Els estudis d'aquest corrent destaquen per les discussions sobre la política del llenguatge i per la intersecció entre llenguatge i classe social. L'anàlisi crítica apunta a l'ús polític del llenguatge com a instrument de dominació simbòlica per part d'algun grup de poder.

A l'altre extrem es veu la ideologia lingüística com una noció neutral i es descriu com un sistema d'idees posades en relació amb l'estructura social. L'anàlisi neutra es focalitza en les creences i les pràctiques culturalment compartides per una comunitat. Aquí les creences o idees sobre el llenguatge són vistes com a modelades pels sistemes culturals en els quals està immersa, però no s'intenta identificar la variació dins aquests sistemes. Les caracteritzacions de la ideologia lingüística com a representant d'una comunitat o d'una cultura sencera (com es fa en els estudis etnogràfics) són exemples d'enfocament neutral.

## Actitud
El concepte d'actitud, desenvolupat des de la psicologia social, apunta a les percepcions i a les avaluacions que manifesta una persona sobre un objectiu, i en aquest sentit “les actituds són generalment considerades com a disposicions per reaccionar favorablement o desfavorablement a un tipus d'objecte Baker considera el concepte com un “instrument hipotètic utilitzat per explicar la direcció i la persistència de la conducta humana”. Per això es consideren les actituds com les percepcions que tenen els individus sobre allò que és positiu i el que és negatiu, favorable o desfavorable, d'un objectiu particular: “la gent pot tenir actituds cap a qualsevol objecte concret (per exemple llet o pizza) o per qualsevol qüestió abstracta (avortament o censura) del seu entorn.”
Les actituds, amb relació a la ideologia, es consideren com una manifestació concreta dels constructes ideacionals que, des d'un nivell abstracte, afecten els subjectes.
En aquest sentit, la ideologia, es considera com un ”sistema cognitiu elaborat que racionalitza les formes de comportament, referent a les codificacions de normes i valors grupals”
Bizer i Edwards creuen que ens trobem amb un model tripartit on s'identifica un comportament afectiu, un de conductual i un de cognitiu.
Amb tot això veiem que l'actitud lingüística és on entra en joc la relació entre les llengües en contacte i les llengües minoritzades. La vitalitat de la llengua passa a dependre de les actituds favorables o desfavorables que genera el seu context social.

## Àmbits de recerca

### Ideologies lingüístiques en la teoria de l'acte de la parla
La teoria dels actes de la parla de John Searle ha estat descrita per diversos etnògrafs, antropòlegs i lingüistes com basada en la ideologia lingüística específicament occidental i, per tant, és inaplicable en alguns contextos etnogràfics. Verschueren caracteritza la teoria de l'acte de la parla com privilegiar "una vista privatitzada del llenguatge que posa l'accent en l'estat psicològic del parlant, mentre resta importància a les conseqüències socials de la parla"
Silverstein va argumentar que les idees de la teoria de l'acte de la parla els “actes” i les “forces” són projeccions de categories encobertes típiques en el discurs metapragmàtic d'idiomes com l'anglès. Els estudiosos han utilitzat posteriorment la teoria dels actes de la parla per prevenir la posició de teories lingüístiques com a universalment aplicables, i citen que qualsevol explicació del llenguatge reflectirà la ideologia lingüística d'aquells que la desenvolupin.

### Ideologies de la llengua culta
Des d'un punt de vista lingüístic totes les llengües i varietats lingüístiques serveixen per a propòsits comunicatius, malgrat això moltes ideologies lingüístiques que estan interconnectades segueixen assumint la superioritat de les llengües o varietats cultes per sobre de les altres. Les ideologies normatives o conservadores poden tancar llengües no natives a les fonts d'innovació, ja que gairebé totes les llengües fan la seva norma culta basant-se en l'ús de la llengua dels parlants cultes, i a partir d'aquestes regulen l'ús que és considerat com a correcte. Aquesta norma culta atorga prestigi social a la llengua, ja que és l'oficial per al conjunt de parlants, i també és homogènia, flexible i es correspon a la vida cultural i pública. La norma culta té una forta càrrega ideològica, ja que és el patró unificador de tots els territoris on es parla una mateixa llengua. Alexandra Jaffe assenyala que la llengua culta sovint és part dels “discursos essencialistes” que poden conduir a l'estigmatització de les practiques habituals del llenguatge com el canvi de codi i representen canvis lingüístics de contacte induït com a formes de diferència cultural.

### Ideologia de la llengua estàndard
La llengua estàndard es considera la correcta i exemplar en una comunitat i mai s'hauria d'identificar amb el concepte de llengua abstracta que utilitzen els lingüistes i gramàtics per dotar de representativitat i objectivitat científica que no tenen. Els lingüistes s'haurien de rebel·lar contra l'ús ideològic o polític dels conceptes que utilitzen en els seus afers científics.
Per a Rosina Lippi-Green la ideologia de la llengua estàndard és “un biaix cap a una llengua homogènia abstracte, idealitzat, que està imposat i mantingut per les institucions dominants i que té com a model el llenguatge escrit, però que s'ha desenvolupat bàsicament a partir de la llengua parlada de les classes mitjanes i altes”. Part d'aquesta ideologia és la creença que els llenguatges estàndard són internament conscients. Els lingüistes, però, estan d'acord normalment amb què la variació és intrínseca a tot llenguatge parlat, incloent-hi les varietats estàndard.

### Ideologia de la llengua comuna
L'any 2008, un grup de personalitats signà el Manifest per la llengua comuna, en què defensaven que el castellà, a més de ser la llengua oficial de l'Estat espanyol, també n'era l'única llengua comuna de tots els ciutadans. A partir d'aquesta premissa, doncs, vindicaven que la llengua castellana mai no podia ser obviada en cap proporció «com a llengua principal de comunicació democràtica d'aquest país, així com dels drets educatius i cívics dels qui la tenen com a llengua materna o la trien amb tot el dret com a vehicle preferent d'expressió, comprensió i comunicació»; tampoc en els territoris de l'Estat que tenen una altra llengua pròpia.
Els signants d'aquest text proposen que la llengua castellana és comuna per necessitat i en termes naturals. Aquesta ideologia, però, ha estat posada en qüestió per diversos autors des de l'enfocament de la sociolingüística crítica, entre els quals s'ha de destacar el lingüista Juan Carlos Moreno Cabrera, que és autor de diverses obres dedicades no només a la ideologia de la llengua comuna, sinó també al nacionalisme i a l'imperialisme lingüístic espanyol.
Segons Moreno Cabrera, el concepte de llengua comuna es fonamenta, al capdavall, en la concepció discriminatòria de la diversitat lingüística que subscriu l'espanyolisme lingüístic. En aquest sentit, l'espanyolisme lingüístic hereta de la Il·lustració els supòsits teòrics segons els quals hi ha un ordre jeràrquic entre les llengües del món segons les seves qualitats estructurals. Jesús Tuson, per exemple, addueix a Mal de llengües. A l'entorn dels prejudicis lingüístics el cas de l'article «langue» aparegut al volum novè de l'Encyclopédie redactat per Nicolas Beauzée, que defensa que al món hi ha llengües «transpositives» i llengües «anàlogues». El primer grup es caracteritzaria per un ordre oracional lliure, mentre que el segon es caracteritzaria pel fet que l'ordre oracional reprodueix l'ordre natural del pensament, qualitat preferible a l'anarquia sintàctica –i, per tant, a l'anarquia del pensament– i que situa les llengües anàlogues (espanyol, italià, francès) per sobre de les transpositives (llatí, alemany) en un suposat ordre jeràrquic natural.
La tesi fonamental de Moreno Cabrera pel que fa al castellà com a llengua comuna és que l'espanyolisme lingüístic concep que aquesta llengua té unes qualitats estructurals que li atorguen aquesta posició per naturalesa; és a dir, que el fet que avui gairebé tots els ciutadans de l'Estat espanyol –i tants de milions arreu del món– sàpiguen parlar el castellà és un fet que té unes causes naturals i no pas històriques. Aquest plantejament implica que qui parla castellà ho fa bé perquè el té com a llengua primera, bé perquè ho ha decidit lliurement; per tant, exclou la possibilitat que mai no s'hagi produït cap mena de mecanisme extralingüístic d'imposició forçosa de la llengua castellana.
Tanmateix, seguint Moreno Cabrera, les dades que ofereix la lingüística contemporània no donen suport a cap mena de supremacisme lingüístic; cal insistir, doncs, en la hipòtesi de l'igualitarisme lingüístic. En l'obra La dignidad e igualdad de las lenguas. Crítica de la discriminación lingüística, el lingüista madrileny exposa amb tot detall aquesta hipòtesi. La idea fonamental que hi defensa és que «totes les llengües, passades i presents, tenen un grau similar de desenvolupament.» Segons les dades actuals de la lingüística, doncs, no existeixen llengües les qualitats estructurals de les quals les facin superiors a d'altres en cap sentit en una suposada jerarquia natural, de la mateixa manera que no hi ha al món cap llengua a la qual li correspongui de manera necessària i natural la funció de llengua comuna.
Moreno Cabrera assenyala que el nacionalisme espanyol es presenta a ell mateix com quelcom exempt de vincles ètnics, quan en realitat el procés de formació de l'Estat espanyol i de la identitat nacional estan vinculats a un origen ètnic castellà, que en el discurs nacionalista apareix implícit. El nacionalisme espanyol no es mostra com a nacionalisme, sinó com a apriorisme de caràcter necessari i natural, ben igual que la llengua comuna en el discurs sobre la llengua castellana. Però al darrere d'aquesta aparença d'universalitat i d'imparcialitat, assenyala Moreno Cabrera, s'hi troben un seguit de mecanismes històrics mitjançant els quals en el procés de formació de l'Estat espanyol hi va haver una ètnia que imposà sobre les altres la seva llengua, els seus costums i les seves lleis com a base de la identitat nacional.